# Шервуд, Доминик
До́миник Э́нтони  Ше́рвуд (англ. Dominic Anthony "Dom" Sherwood, род. 6 февраля 1990, Танбридж-Уэллс, Кент, Англия) — британский актёр. Наиболее известен по роли Кристиана Озера в фильме «Академия вампиров» и Джейса Эрондейла в телесериале «Сумеречные охотники».

## Жизнь и образование
Шервуд родился в Кенте. Он ходил в Школу Грамматики Оуквуд-Парк в Мейдстоне. После изучения актёрского мастерства в школах Мейдстона и Севенокса, он уехал работать за границу, начиная с Кении, и путешествовал полгода до того, как осесть в Лондоне. Он играл в театре до того, как подписал контракт с агентством .
Доминик снялся в клипе Тейлор Свифт на песню «Style», вышедшем в 2015 году.

## Личная жизнь
У Шервуда гетерохромия — один его глаз голубой, а второй наполовину голубой и наполовину карий.
С февраля 2015 по август 2017 года Шервуд встречался с коллегой по фильму «Академия вампиров» Сарой Хайленд.

## Фильмография

### Кино
| Год  | Название на русском    | Название на английском | Роль                | Примечания   |
| ---- | ---------------------- | ---------------------- | ------------------- | ------------ |
| 2005 | В дурмане              | Stoned                 | Алекс               |              |
| 2006 | Громобой               | Stormbreaker           | Тимоти              |              |
| 2012 | Не исчезай             | Not Fade Away          | молодой Мик Джаггер |              |
| 2012 |                        | Edge of Tears          | мальчик             |              |
| 2014 | Академия вампиров      | Vampire Academy        | Кристиан Озера      | Главная роль |
| 2016 | Выкуп Миллиард         | Take Down              | Джеймс Геррик       |              |
| 2016 | Не спи                 | Don't Sleep            | Зак Брэдфорд        |              |
| 2022 | Стиратель: Возрождение | Eraser: Reborn         | Mason Pollard       | Главная роль |

### Телевидение
| Год       | Название на русском            | Название на английском         | Роль           | Примечания                        |
| --------- | ------------------------------ | ------------------------------ | -------------- | --------------------------------- |
| 2010      | Шанс                           | The Cut                        | Джек Симмонс   | Сезон 3                           |
| 2011      | Сэйди Джей                     | Sadie J                        | Том            | Эпизод «Cherylistic»              |
| 2013      | Праздник мая                   | Mayday                         | Луис           | Сезон 1                           |
| 2016—2019 | Сумеречные охотники            | Shadowhunters                  | Джейс Эрондейл | Главная роль                      |
| 2016      | Американская семейка           | Modern Family                  | Джеймс         | Эпизод «Crazy Train»              |
| 2020      | Страшные сказки: Город ангелов | Penny Dreadful: City of Angels | Курт           | Второстепенная роль (10 эпизодов) |